# Juana Amalia Rodríguez Hernández
Juana Amalia Rodríguez Hernández (24 de juny de 1955) és una política espanyola membre del PSOE. És diputada per Sevilla des del 4 de gener de 2016 per les XI i XII legislatures.
És llicenciada en Dret i funcionària de la Junta d'Andalusia. Militant del PSOE des de fa més de 30 anys. Ha sigut diputada al Parlament d'Andalusia, en el qual va ser Secretària General de Relacions amb el Parlament i posteriorment Secretària General de Turisme d'Andalusia.
El 20 de desembre de 2015 va ser escollida diputada per Sevilla al Congrés dels Diputats i reelegida en 2016. És Directora General de Defensa de la Competència. És també Portaveu Adjunta de la Comissió de Seguiment i Avaluació dels Acords del Pacte de Toledo, vocal de la Comissió d'Ocupació i Seguretat Social i vocal de la Comissió de Cultura.